# Franco Percoco
Franco Percoco, detto mostro di Bari (Bari, 5 marzo 1930 – Torino, 14 febbraio 2001), è stato un criminale italiano. Nella notte tra il 26 e il 27 maggio del 1956, a Bari, uccise a coltellate madre, padre e fratello minore, occultandone poi i cadaveri nella casa del delitto dove rimase a vivere per una decina di giorni. È considerato uno dei primi stragisti italiani del Novecento. Alla vicenda è ispirato il film Percoco - Il primo mostro d'Italia.

## Biografia
Franco Percoco nacque il 5 marzo del 1930 a Bari; suo padre Vincenzo era ispettore delle Ferrovie dello Stato, la madre Eresvida casalinga; aveva inoltre un fratello maggiore, Vittorio, e uno minore, Giulio, affetto da sindrome di Down. Abitavano a Bari, in un condominio sito in via Celentano 12. Il fratello Vittorio si rese colpevole di alcuni furti in appartamento, che nel 1951 gli valsero una condanna a otto anni di reclusione. 
Da ragazzo Franco si dimostrò uno studente discontinuo e poco propenso alla disciplina; già nella tarda adolescenza cominciò a frequentare alcuni bordelli di Bari.
Nella prima età adulta subì un esaurimento nervoso, dovuto forse all'amore per una prostituta napoletana. Gli attacchi lo rendevano spesso irrequieto e violento; inoltre compiva furtarelli involontari. Questi comportamenti lo portarono a essere riformato dal servizio di leva nel 1951. Anche la carriera universitaria si rivelò un insuccesso. Nei primi anni '50 il rapporto con la famiglia si deteriorò: i genitori si vergognavano della situazione degli altri due figli, e avevano riposto in Franco alte aspettative che lui puntualmente disattendeva.
Dopo infruttuosi tentativi di frequentare l'università in altre regioni d'Italia, nel 1952 Percoco rientrò definitivamente a Bari: si iscrisse alla facoltà di medicina, ma a causa dell'abuso di psicofarmaci e dei precedenti fallimenti, ebbe molte difficoltà. 
Alcuni mesi prima della strage, Percoco conobbe Tina Tesse (o Tezzi), una ragazza di quindici anni con cui intraprese una relazione sentimentale. La situazione familiare si fece sempre più tesa.

### L'omicidio
La notte tra il 26 e il 27 maggio 1956 Percoco uccise a coltellate i suoi genitori e il fratello minore. Il movente non è mai stato chiarito, ma sembra che la sera precedente si fosse verificato un violento litigio tra Franco e i genitori, a causa del suo scarso rendimento universitario; Percoco era inoltre sotto l'effetto di alcool e farmaci. 
Dopo aver infierito sui tre cadaveri, Percoco li avvolse in materassi e coperte, poi nascose il corpo del padre in un armadio a muro e, dopo essersi impossessato di denaro e preziosi, sigillò la camera e ne tappò le fessure con ovatta e nastro da imballaggio. Infine nascose l'arma del delitto e si disfece dei vestiti sporchi di sangue.
Nei giorni successivi all'omicidio, Franco continuò senza interruzioni ad abitare nell'appartamento dov'erano nascosti i cadaveri. Il ragazzo si comportò normalmente, sostentandosi coi soldi sottratti ai genitori; a chi gli domandava della loro improvvisa sparizione rispondeva che essi si erano recati a Montecatini Terme per una vacanza. Appare verosimile, inoltre, che abbia introdotto alcune persone nell'appartamento, tra cui la fidanzata Tina e alcuni amici, limitandosi a nascondere la porta sigillata con una tenda. Tuttavia diversi vicini di casa notarono l'inconsueto viavai di persone, e presto si iniziò ad avvertire l'odore di decomposizione. Franco credette che ciò fosse dovuto a una crepa nella camera dei genitori: provò a tappare anche quella, poi sparse una gran quantità di deodorante per ambienti. I suoi tentativi risultarono vani: dopo un numero di giorni stimato tra gli otto e i dodici, Percoco lasciò la casa e la città.
Percoco si recò a Napoli e poi a Ischia, con l'intenzione forse di scappare in Marocco. Nel frattempo, allertati dai vicini di casa, i carabinieri penetrarono nell'appartamento e fecero la macabra scoperta dei tre cadaveri ormai in via di putrefazione. Ritrovarono il coltello utilizzato per la strage avvolto in un panno e occultato in una scatola di cartone nel cassetto di uno scrittoio della camera di Franco, e alcune impronte ematiche che si rivelarono decisive per attribuirgli la responsabilità del delitto. 
Il 9 giugno Percoco fu arrestato in un hotel di Ischia, dove si era registrato col suo vero nome. Riportato in Puglia, confessò i tre omicidi senza opporre alcuna resistenza.

### Il processo e le conseguenze
Durante il processo, Franco Percoco si limitò a confermare ciò che aveva confessato durante l'interrogatorio. Fu condannato all'ergastolo con sentenza del tribunale di Bari il giorno 12 luglio 1958; in appello la sua pena fu ridotta a trent'anni di detenzione. Nel 1960 fece ricorso per chiedere una riduzione della pena, essendogli stata riconosciuta l'infermità mentale; tuttavia l'anno dopo ritirò il ricorso e la condanna divenne definitiva. Scontò in realtà poco più di 20 anni prima di essere rilasciato per buona condotta.
20 anni dopo l'omicidio il professor Francesco Carrieri (medico legale e presidente onorario della "Società italiana di criminologia") ebbe modo di visitarlo presso l'ospedale psichiatrico di Napoli: Percoco sosteneva di ricordare di aver ucciso i genitori, ma non il fratello.
Franco Percoco fu scarcerato nel gennaio del 1977, dopo aver trascorso anche alcuni periodi nel manicomio criminale di Aversa, dal quale venne in seguito dimesso perché giudicato sano di mente. Si trasferì prima a Napoli e poi nel 1981 a Torino, dove trovò lavoro come impiegato e si sposò. Morì a Torino il 14 febbraio 2001. La casa dei Percoco non fu mai più abitata, e il palazzo fu abbattuto negli anni '80.

## Vicende giudiziarie correlate
Nel giugno 1956 il quotidiano pugliese La Gazzetta del Mezzogiorno pubblicò per intero il verbale della confessione resa da Percoco al commissariato di Napoli, senza epurarlo da tutti i particolari della strage narrati dall'omicida. Il giornale subì un massiccio provvedimento di sequestro: le copie datate 11 giugno furono infatti ritirate dalle edicole e dalle abitazioni degli abbonati, con l'accusa di aver diffuso materiale raccapricciante. 
Il direttore della testata Luigi de Secly e il corrispondente da Napoli Ciro Bonanno furono condannati in primo grado a sei mesi di reclusione, sentenza poi ritirata in Cassazione. Non furono mai reintegrati nell'organico del giornale, con la colpa di aver spettacolarizzato a livello nazionale un evento raccapricciante.

## Nella cultura di massa
Nel 2016 l'autore pugliese Marcello Introna ha pubblicato il libro Percoco, nel quale vengono ricostruite minuziosamente la vita dell'omicida, le concause che portarono alla strage, l'assassinio e i giorni successivi. Dal libro è stato tratto il film Percoco - Il primo mostro d'Italia (2023), per la regia di Pierluigi Ferrandini.